# Acrolophus tholomicta
Acrolophus tholomicta är en fjärilsart som beskrevs av Edward Meyrick 1929. Acrolophus tholomicta ingår i släktet Acrolophus och familjen Acrolophidae. Inga underarter finns listade i Catalogue of Life.